# Пам'ятник Майклу Джексону (Єкатеринбург)
Пам'ятник Майклу Джексону — пам'ятник американському автору-виконавцю Майклу Джексону в Єкатеринбурзі, авторства скульптора Віктора Мосієлева. Відкриття скульптури відбулося 25 червня 2011 року, через два роки після смерті музиканта. Це перший і єдиний пам'ятник Джексону на території Росії.

## Опис пам'ятника
Скульптура встановлена на вулиці Вайнера навпроти торговельного центру «Грінвіч». Пам'ятник має висоту 3 метри, важить близько півтонни, створений з бронзи в тому ж стилі, що й інші скульптури на алеї.
Майкл Джексон зображений в образі з відеокліпу «Black or White» в одній зі своїх знаменитих танцювальних поз: його ліва рука притиснута до грудей, а права трохи зігнута в лікті і показує вбік. Співак одягнений у сорочку, яка розвівається, футболку, укорочені брюки і мокасини, обличчя прикриває капелюх.

## Історія
Ініціатором встановлення пам'ятника американському співаку, композитору, музичному продюсеру, танцюристу, хореографу, актору, сценаристу та лауреату 15 премій «Греммі» виступив єкатеринбурзький фан-клуб Майкла Джексона. Шанувальники впродовж року збирали кошти, а потім провели творчий конкурс на концепцію скульптури. Вибравши один із варіантів, вони звернулися до красноярського скульптора Віктора Мосієлева. Робота над створенням пам'ятника зайняла у нього близько півроку.
Відкриття відбулося 25 червня 2011 року та було приурочено до другої річниці від дня смерті співака. Біля пам'ятника Джексону часто проводяться музичні акції і збираються шанувальники його творчості.